# خط گجراتی
اَلِفْبایِ گُجَرٰاتْی (به گجراتی: ગુજરાતી લિપિ، Gujǎrātī Lipi)یکی از خطوط ابوگیدا بود که به سامانه‌های نوشتاری ناگری مانسته است. این الفبا را برای زبان‌های گجراتی و کچی بکار بسته می‌شوند. گجراتی در اصل یک گونه و ورده‌ای از دبیره دیواناگری است که با کاهش ویژگی‌های افقی آن خط پدید آمده است. گجراتی دارای شیوه عددنویسی خاص خود است.

## خاستگاه
گجراتی یکی از خطوط برگرفته از براهمی است و پاره‌ای از خانواده براهمی بشمار می‌رود. گجراتی از دگرگونی خط دیواناگری پدید آمده که در آغاز برای نوشتن زبان گجراتی بوده است. زبان و خط گجراتی در میان سده‌های دهم تا پانزدهم، پانزدهم تا هفدهم و هفدهم تا نوزدهم میلادی تکوین یافته‌اند. نخستین دوره‌ی تکوینی با کاربرد پراکریت و اپبرمشه و ورده‌هایشان همچون پایساچی، شورسنی، ماگاندهی و مهاتراشتری نمایان دانسته می‌شود. دوره تکوینی دوم، خط گجراتی کهن بگستردگی از ۹۲-۱۵۹۱ میلادی بکارگرفته شده است. آغازین‌ترین اسناد شناخته شده در خط گجراتی کهن، دست‌نوشته آدی پروا (Adi Parva) است که دیرینگی‌اش میان ۹۲-۱۵۹۱ برمی‌گردد، و نخستین نسخه‌های چاپی در آگهی‌هایی به سال ۱۷۹۷ نمایان شده است. دوره تکوینی سوم، برای تندنویسی و آسان‌نویسی است. بکارگیری شیرورکها (shirorekha) بویژه در نوشتار سنسکریت متروک شده است. تا سده نوزدهم این شیوه برای آمارداری و حسابرسی مقالات بکار گرفته می‌شدند زیرا خط دیواناگری برای نوشتارهای دانشگاهی و ادبی استفاده می‌شدند. این خطوط بانام‌های «شراپهی» (śarāphī) به معنای صراف، «وانیاشای» (vāṇiāśāī) به معنای بازرگان یا «مهاجنی» (mahājanī) به معنای سوداگر شناخته می‌شوند. این سه خط امروزه پایه‌ها و شالوده‌ی خط نوین گجراتی هستند.  

## مروری کلی
سامانه نوشتاری گجراتی، ابوگیدا است که هر نویسه به همراه واکه‌ی پایه a [ə] می‌باشد. برای واکه‌های دیگر پساهمخوانی (postconsonantal )، اعراب‌گذاری بکار بسته بود در حالی که برای واکه‌های نا-پساهمخوانی (جایگاه‌های آغازی و پسا-واکی) دارند که نویسه‌های کامل شکل گرفته شده هستند.

### کاربرد اوستایی
زرتشتیان هند، که جامعه‌ی زرتشتی را برای سالیان درازی در سراسر گیتی زنده نگاه داشته‌اند، اوستا را در خطوط برپایه براهمی از الفبای اوستایی برگردانیده‌اند. نخستین برگردان‌ها و بهترست بگوییم ترانویسی‌ها در حدود سده‌ی دوازدهم بینجامیده است. این ترانویسی‌ها اکثراً بدست دین‌شناسان سنسکریت‌دان پارسی و نریوسنگ دهوال (Neryosang Dhaval) در آن روزگار نوشته شده‌اند. امروزه، در میان زرتشتیان هندوستان اوستا بیشتر در خط گجراتی نوشته می‌شود. باری چون برخی حروف اوستایی برابری درست در گجراتی ندارند، زرتشتیان حروفی ترکیبی ساخته‌اند برای نمونه چون در گجراتی واج /z/ (مانند zaraθuštra ) وجود ندارد از ترکیب حرف-واج /j/ به همراه نقطه‌ای در زیرش، حرفی درست کرده‌اند. 

## الفبا و شمارگان به دبیره گجراتی

### واکه‌ها
واکه‌ها (svara) در تنظیم سنتی‌شان، به دو رده «کوتاه» (hrasva) و «بلند» (dīrgha) و نیز هجاهای «سبک» (laghu) و «سنگین» (guru) گروهبندی می‌شوند که در اشعار سنتی یاد شده‌اند. واکه‌های بلند تاریخی ئی (ī) و ئو (ū) هستند.
| جدا | اعراب‌دار | اعراب‌دار با ક | لات. | آیپا | نام اعراب     |
| --- | -------- | ------------- | ---- | ---- | ------------- |
| અ   |          | ક             | a    | ə    |               |
| આ   | ા         | કા             | ā    | ɑ̈    | kāno          |
| ઇ   | િ         | કિ             | i    | i    | hrasva-ajju   |
| ઈ   | ી         | કી             | ī    | i    | dīrgha-ajju   |
| ઉ   | ુ         | કુ             | u    | u    | hrasva-varaṛũ |
| ઊ   | ૂ         | કૂ             | ū    | u    | dīrgha-varaṛũ |
| એ   | ે         | કે             | e, ɛ | e, ɛ | ek mātra      |
| ઐ   | ૈ         | કૈ             | ai   | əj   | be mātra      |
| ઓ   | ો         | કો             | o, ɔ | o, ɔ | kāno ek mātra |
| ઔ   | ૌ         | કૌ             | au   | əʋ   | kāno be mātra |
| અં   | ં         | કં             | ṁ    | ä    | anusvār       |
| અ:  | ઃ         | કઃ             | ḥ    | ɨ    | visarga       |
| ઋ   | ૃ         | કૃ             | r̥    | ɾu   |               |
| ઍ   | ૅ         | કૅ             | â    | æ    |               |
| ઑ   | ૉ         | કૉ             | ô    | ɔ    |               |

ર r, જ j and હ h form the irregular forms of રૂ rū, જી jī and હૃ hṛ.
| شمارگان فارسی | شمارگان گجراتی | نام               |
| ------------- | -------------- | ----------------- |
| ۰             | ૦              | mīṇḍu یا shunya   |
| ۱             | ૧              | ekado یا ek       |
| ۲             | ૨              | bagado یا bay     |
| ۳             | ૩              | tragado یا tran   |
| ۴             | ૪              | chogado یا chaar  |
| ۵             | ૫              | pāchado یا paanch |
| ۶             | ૬              | chagado یا chah   |
| ۷             | ૭              | sātado یا sāt     |
| ۸             | ૮              | āṭhado یا āanth   |
| ۹             | ૯              | navado یا nav     |